# Dining with the Sharks
Dining with the Sharks è il decimo album dei Blue Cheer, pubblicato nel 1991 dall'etichetta Nibelung Records.

## Tracce
1. Big Noise – 4:49 (Dickie Peterson, Bruce Stephens, John Rewind)
2. Outrider – 6:17 (Dickie Peterson)
3. Sweet Child of the Reeperbahn – 4:10 (Dickie Peterson, Dieter Saller)
4. Gunfight – 6:52 (Dickie Peterson, Dieter Saller)
5. Audio Whore – 3:52 (Dickie Peterson)
6. Cut the Costs – 3:40 (Dickie Peterson, Dieter Saller)
7. Sex Soldiers – 5:04 (Dickie Peterson, Dieter Saller)
8. When Two Spirits Touch – 3:50 (Dickie Peterson)
9. Pull the Trigger – 5:18 (Dieter Saller)
10. Foxy Lady – 3:51 (Jimi Hendrix)

## Formazione
Gruppo
- Dickie Peterson - basso, voce
- Dieter Saller - chitarre
- Paul Whaley - batteria

Altri musicisti
- Tony "The Hog" McPhee - slide guitar
- Dave Anderson - battiti di mano
- Mick Jones - battiti di mano
- Harry Love - battiti di mano
- Roland Hofmann - battiti di mano